# Вагон-лодка
Вагон-лодката е вид железопътен вагон, който се използва при железопътните превози.

## Описание и предназначение
Вагон-лодката е вид превозно средство, което се движи по железопътни релси. Предназначението му е да транспортира тежки извънгабаритни товари до 250 тона.
Превозва както трансформатори и електрически машини, така и масивни съоръжения от всички отрасли на промишлеността.
За да се движи вагон-лодката към нея се прикачва локомотив, вагон на който пътуват придружаващите я служители, както и допълнителни вагони за осигуряване на необходимата спирачна маса.
Превозът с вагон-лодка се извършва с разрешително от държавно предприятие Национална компания „Железопътна инфраструктура“.
Транспортът се включва в националното разписание за движение на железопътните превозни средства като самостоятелен влак и се спазват редица мерки за безопасност.

### Предимства
Превозването на тежки извънгабаритни товари по железопътни релси е по-евтино и по-екологично от автомобилния транспорт с влекачи и ремаркета.

### Ограничения
Вагон-лодката може да се използва за маршрути с изградена железопътна инфраструктура. Размерът на превозвания товар трябва да му позволява да премине през изкуствените съоръжения по трасето (тунели, мостове), които имат габаритни ограничения за височина и широчина на превозното средство или товара, и за радиус на завои.
.

### Вагон-лодки в България
Единствената функционираща вагон-лодка в България е произведена в Германия и е собственост на Централна енергоремонтна база ЕАД (ЦЕРБ)